# Tichina Arnold

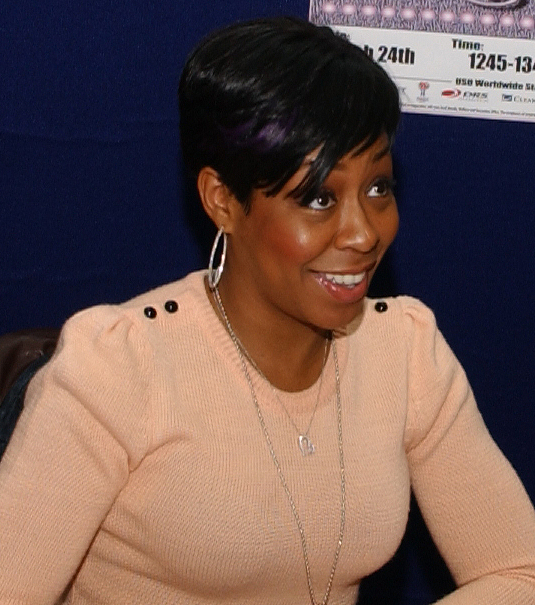
Tichina Arnold (2008)

Tichina Arnold (* 28. Juni 1969 in Queens, New York City, New York, USA) ist eine US-amerikanische Filmschauspielerin. Bekannt wurde sie durch ihre Darstellung der Rolle von Rochelle in der Stammbesetzung der Comedy-Serie Alle hassen Chris.

## Leben
Die Tochter einer Sanitation department Arbeiterin und eines Polizisten besuchte die Fiorello H. LaGuardia High School of Music & Art and Performing Arts. Abgesehen von Schulaufführungen erschien 1986 Tichina Arnold als eine von drei Chormädchen in Frank Oz’ Filmmusical Little Shop of Horrors zusammen mit Tisha Campbell. Nun begann ihre Karriere mit Rollen in Filmen wie How I Got into College. 1987 erzielte sie im Fernsehen den Durchbruch mit der Serienrolle in der Seifenoper als Zena Brown in Ryan’s Hope. Dafür wurde sie für den Daytime Emmy Award 1988 nominiert.
Danach spielte sie die Pamela James in Martin Lawrence Sitcom Martin von 1992 bis 1997 und die Nicole Barnes in der Sitcom One on One. 2000 agierte sie abermals mit Martin Lawrence in Big Momma’s House, ebenso im Jahr 2007, als sie dieses Mal als seine Ehefrau im Film Wild Hogs auftrat. Von 2005 bis 2009 war sie Rochelle in der Sitcom Everybody Hates Chris (Alle hassen Chris).
Arnold hat eine Tochter Kai (* 2004), Vater ist der Musikproduzent Carvin Haggins.

## Filmografie (Auswahl)

### Filme
- 1983: The Brass Ring (Fernsehfilm)
- 1984: Wo das Grauen lauert (The House of Dies Drear, Fernsehfilm)
- 1986: Der kleine Horrorladen (Little Shop of Horrors)
- 1988: Starlight: A Musical Movie
- 1989: Die Uni meiner Träume (How I Got Into College)
- 1991: Ein ganz normaler Hochzeitstag (Scenes from a Mall)
- 1997: Fakin’ Da Funk
- 1998: In den Fängen der Bestie (Perfect Prey)
- 1999: A Luv Tale
- 2000: Auf der Woge des Erfolgs (Dancing in September)
- 2000: Big Mamas Haus (Big Momma’s House)
- 2002: Civil Brand
- 2002: Yo Alien
- 2005: On the One
- 2005: Getting Played (Fernsehfilm)
- 2007: Born to be Wild – Saumäßig unterwegs (Wild Hogs)
- 2008: Drillbit Taylor – Ein Mann für alle Unfälle (Drillbit Taylor)
- 2008: The Lena Baker Story
- 2009: Dance Flick – Der allerletzte Tanzfilm (Dance Flick)
- 2012: Stolen Child (Fernsehfilm)
- 2012: The Great Divide
- 2013: Summoned (Fernsehfilm)
- 2014: More to Love
- 2014: A Day Late and a Dollar Short (Fernsehfilm)
- 2014: Top Five
- 2015: A Royal Family Holiday (Fernsehfilm)
- 2015: A Royal Family Christmas (Fernsehfilm)
- 2018: A Father’s Love (Kurzfilm)
- 2019: Runt
- 2019: The Last Black Man in San Francisco
- 2019: Countdown
- 2019: Clover
- 2020: Mein WWE Main Event (The Main Event)
- 2023: So Fly Christmas (Fernsehfilm)

### Serien
- 1986: Sesamstraße (Sesame Street, Fernsehserie, Episode 18x05)
- 1987–1989: Ryan’s Hope (Fernsehserie, 23 Episoden)
- 1989: Die Bill Cosby Show (The Bill Cosby Show, Fernsehserie, Episode 5x20)
- 1990: Law & Order (Fernsehserie, Episode 1x11)
- 1990–1991: All My Children (Fernsehserie, 58 Episoden)
- 1992–1997: Martin (Fernsehserie, 132 Episoden)
- 1998: Der Hotelboy (The Jamie Foxx Show, Fernsehserie, Episode 2x13)
- 1999: Pacific Blue – Die Strandpolizei (Pacific Blue, Fernsehserie, Episode 5x11)
- 1999: Norm (Fernsehserie, Episode 2x11)
- 2001–2005: One on One (Fernsehserie, 15 Episoden)
- 2002: Soul Food (Fernsehserie, Episode 3x03)
- 2004: Listen Up (Fernsehserie, Episode 1x09)
- 2005–2009: Alle hassen Chris (Everybody Hates Chris, Fernsehserie, 88 Episoden)
- 2009: Sherri (Fernsehserie, Episode 1x01)
- 2009: Brothers (Fernsehserie, 3 Episoden)
- 2010, 2011: Pair of Kings – Die Königsbrüder (Pair of Kings, Fernsehserie, 2 Episoden)
- 2011: Are We There Yet? (Fernsehserie, Episode 2x29)
- 2011: Raising Hope (Fernsehserie, 3 Episoden)
- 2011–2013: Happily Divorced (Fernsehserie, 34 Episoden)
- 2011, 2013: Let’s Stay Together (Fernsehserie, 2 Episoden)
- 2014: Hit the Floor (Fernsehserie, 2 Episoden)
- 2014–2017: Survivor’s Remorse (Fernsehserie, 36 Episoden)
- 2015: Black Dynamite (Fernsehserie, Episode 2x09)
- 2015: Born Again Virgin (Fernsehserie, Episode 1x09)
- 2017: Daytime Divas (Fernsehserie, 7 Episoden)
- 2018: Lockdown (Fernsehserie, 6 Episoden)
- seit 2018: The Neighborhood (Fernsehserie, 135 Episoden)
- 2022: Bob Hearts Abishola (Fernsehserie, Episode 3x15)

## Synchronisation
- 2007: The Boondocks (Fernsehserie, Episode 2x06) … als Nicole und Brenda Richie
- 2011: American Dad (Fernsehserie, Episode 7x03) … als Deborah
- 2021: Devil May Care (Fernsehserie, Episode 1x05) … als Jezebeth
- 2023: Yes We Cannabis (Fernsehserie, 7 Episoden) … als Gladys
- 2024: Everybody Still Hates Chris (Fernsehserie, 10 Episoden) … als Rochelle